# Zölkow
Zölkow – miejscowość i gmina w Niemczech,  w kraju związkowym Meklemburgia-Pomorze Przednie, w powiecie Ludwigslust-Parchim, wchodzi w skład Związku Gmin Parchimer Umland
1 stycznia 2012 do gminy przyłączono gminę Groß Niendorf, która stała się automatycznie jej dzielnicą.